# المجمع المغلق 1521-1522
المجمع المغلق 1521-1522 هو المجمع الموكول بانتخاب بابا الكنيسة الكاثوليكية الجديد بعد استقالة البابا. انعقد مجمع الكرادلة لانتخاب البابا الجديد بدءًا من
28 ديسمبر 1521 وانتهى في 9 يناير 1522. انتُخبَ أدريان السادس ليكون البابا الجديد للكنيسة.
عُقدَ المجمع في الدولة البابوية .